# Стефани, Лука
Лука Стефани (итал. Luca Stefani, род. 22 февраля 1987, Азиаго, Виченца, Италия) — итальянский конькобежец. Серебряный призёр чемпионата мира в командной гонке (2008). Тренер — Маурицио Маркетто.
Серебряный призёр чемпионата Италии в классическом многоборье (2010, 2011).
Бронзовый призёр чемпионата Италии в классическом многоборье (2007, 2008, 2009), в спринтерском многоборье (2009).
На Олимпийских играх 2010 года в Ванкувере занял 25-е место на дистанции 5000 метров и 6-е место в командной гонке.